# Tadeusz Głuchowski
Tadeusz Ludwik Głuchowski (ur. 29 lipca 1942, zm. 11 sierpnia 2025) – polski perkusista, członek zespołu Niebiesko-Czarni.

## Życiorys
Do Niebiesko‑Czarnych, dołączył w lipcu 1965 roku, zastępując Andrzeja Nebeskiego, który przeszedł do grupy Polanie. Z zespołem związany był do 1970. W tym czasie dokonał z grupą szeregu nagrań fonograficznych, w tym między innymi płyt długogrających pt. Niebiesko-Czarni (Pronit; 1966), Mamy dla was kwiaty (Pronit; 1968), Alarm (Pronit; 1967) i Twarze (Pronit; 1969).
Spoczywa na Cmentarzu Komunalnym na Wólce Węglowej (kwatera U-I-2, rząd 10, grób 10).